# Nowopawliwka (rejon synelnykowski)
Nowopawliwka (ukr. Новопавлівка) – wieś na Ukrainie, w obwodzie dniepropetrowskim, w rejonie synelnykowskim, siedziba hromady. W 2025 liczyła   około 2 000 mieszkańców.